# میشین
میشین (به چکی: Měšín) یک منطقهٔ مسکونی در جمهوری چک است که در ناحیه ییهلاوا واقع شده‌است. میشین ۷٫۰۸ کیلومتر مربع مساحت و ۱۹۴ نفر جمعیت دارد و ۵۱۰ متر بالاتر از سطح دریا واقع شده‌است.